# سمل جنوبی
سمل جنوبی، روستایی است از توابع بخش مرکزی شهرستان تنگستان استان بوشهر ایران.
روستای سمل جنوبی در کنار دو روستای سمل شمالی و گلنگون در شهرستان تنگستان استان بوشهر واقع شده‌است.

## جمعیت
این روستا در دهستان اهرم قرار داشته و بر اساس سرشماری سال ۱۳۸۵ جمعیت آن ۱۰۶۷نفر (۲۷۱خانوار) بوده‌است.

## مشاغل
شغل غالب افراد روستا کشاورزی است که البته با توجه به افزایش هزینه نهاده‌های کشاورزی و عدم دسترسی آسان و کم هزینه به بازار از درصد افرادی که تمایل به ادامه این شغل دارند روز به روز کاسته شده و بیشتر به مشاغل بازار آزاد روی می‌آورند. دامپروری با درصد پایین و تعداد افراد بیشتری مشاغل دولتی دارند.

## آموزش
سمل جنوبی دارای یک مدرسه شش کلاسه است. ساختمان جدید این مدرسه در سال ۱۳۹۴ مورد بهره‌برداری قرار گرفته و ۴۱۵ متر زیربنای آموزشی را در اختبار دانش آموزان این روستا قرار داده است.

## بانکها
تنها بانک مستقر در سمل بانک کشاورزی و یک پست بانک می‌باشد.

## مکانهای زیارتی
بقعه متبرکه امامزاده زید بن علی در ۲ کیلومتری روستای سمل جنوبی و در روستای گلنگون واقع می‌باشد که در تمام طول سال شاهد حضور زائران از شهرهای اطراف می‌باشد.

## مکانهای تفریحی
منابع طبیعی اطراف سه روستا شامل انواع درختان نظیر گز، کهور، کنار و... از مکانهایی است که با سرسبزی و طراوت بی نظیر خود در فصل ربیع چشم هر صاحب ذوقی را به سوی خود می‌کشاند. همچنین سد خاکی دیزشکن که در ۴ کیلومتری جنوب شرقی روستا واقع است که منظره چشم نوازی را ایجاد نموده و در صورت ایجاد مسیرهای تردد مناسب می‌تواند تفرجگاهی بی نظیر باشد.